# Naglo-Werft
Die Naglo-Werft war eine Werft in Berlin.

## Geschichte
Der Ingenieur und Fabrikantensohn Fritz P. W. Naglo war Schiffskonstrukteur bei Claus Engelbrecht, dessen Werft sich 1890 am Zeuthener See etabliert hatte. Eine weitere Werft besaß Engelbrecht in Niederlehme. Die Werft in Niederlehme verkaufte er 1912 an Robert Franz, die in Zeuthen 1911 an Fritz Naglo.
Dieser hatte in den USA und bei Max Oertz in Hamburg seine Kenntnisse vervollständigt, ehe er am 1. Juli 1911 die Engelbrecht-Werft in Zeuthen übernahm. Wenige Tage später zeichnete er den Riss für die Yawena, die bei der Berliner-Herbst-Woche 1911 Erfolge einfahren sollte. Damit war Naglos Ruf als einer der besten Yachtkonstrukteure Deutschlands gesichert. In der Saison 1912 baute er die Sonderklassen Jeck III und Elisabeth IV für die kaiserliche Familie. Die Yawena, die zuletzt als Amalfi auf dem Wörthersee beheimatet war, gewann 1913 unter dem Namen Resi IV den Samoapokal; 1914 gewann die Elisabeth diesen Pokal.
Weitere erfolgreiche Yachtkonstruktionen Naglos waren die Sonderklasse Lunula und die Irrwisch IV, ferner die Sonderling II, die Naglo für den Hamburger A. Oswald baute und die später unter dem Namen Signora dem Prinzen Madihol von Siam gehörte. 1913 wurden die Jeck IV und die Wittelsbach IX gebaut. Auf der Naglo-Werft wurden die Baunummern der Engelbrecht-Werft weitergeführt, sodass die Wittelsbach IX bereits die Baunummer 1060 trug.
In der Zeit des Ersten Weltkrieges wurden bei Naglo auch Fahrzeuge für den Kriegseinsatz gebaut. Ab 1917 wurden kaum mehr Luftschiffe für den Kriegseinsatz herangezogen, was zur Folge hatte, dass zahlreiche Sechszylinder-Otto-Motoren von Maybach anderweitig verwendet werden konnten. Das Reichsmarineamt ließ daher bei Naglo, Lürssen und Oertz sogenannte Luftschiffmotoren-Boote (LM-Boote) bauen. Sie waren 15 bis 17 Meter lang und jeweils mit drei der 210-PS-Motoren ausgestattet, die eine Geschwindigkeit von etwa 30 Knoten gestatteten. Die LM-Boote waren meist mit einem Maschinengewehr und einem Torpedorohr am Bug ausgestattet. Von Naglo stammten die Schiffe LM 11 bis LM 13 sowie eines der ersten Luftschiffmotoren-Boote.
1918 zog Fritz Naglo mit seiner Werft von Zeuthen nach Spandau an die Scharfe Lanke 109–131 um. Das ehemalige Werftgelände am Zeuthener See mit der Adresse Seestraße 96 wurde 1919 von Felix Israel bebaut. Später befand sich auf dem Anwesen das Gästehaus der Akademie der Wissenschaften (DDR).
Auf dem neuen Werftgelände in Spandau baute Naglo 1921 seine letzte Sonderklasse, die wiederum Yawena hieß. Neben Segelyachten baute er auch Motoryachten, sogenannte Autoboote und kleine „Jacht-Motorboote“ sowie Fahrzeuge für die deutsche Kriegsflotte. Um 1940 verkaufte Naglo seine Werft.
Diese wurde unter dem Namen Lanke-Werft weitergeführt und produzierte noch zur Zeit des Zweiten Weltkrieges Schiffe; die Werft galt als Rüstungsbetrieb, in dem Pinassen für die Kriegsmarine und Sprengboote gebaut wurden. In der Kriegszeit waren auf der Werft laut Aussage eines Zeitzeugen 40 Holländer und vier Franzosen beschäftigt, höchstwahrscheinlich als Zwangsarbeiter. Mittlerweile (Stand: 2022) trägt die Werft in Spandau den Namen Marina Lanke Werft. Dieses Unternehmen führt seine Gründung nur noch auf Hugo Reinicke, den Großvater des heutigen (Stand: 2022) Betreibers, zurück, ohne die Zeit unter Fritz Naglo noch zu erwähnen. Schiffe werden dort offenbar nicht mehr gebaut. Zeitweise war die Lanke-Werft wohl auch als Reinicke-Werft bekannt.
Nach dem Verkauf der Naglo-Werft in Spandau zog Fritz Naglo an den Bodensee, wo er sich weiterhin der Schiffskonstruktion widmete.

## Erhaltene Yachten
Von Naglos Sonderklasse-Yachten sind einige erhalten geblieben. Die Jugend II, Baujahr 1911, errang 2007 bei der Kieler Woche den ersten Platz bei der Sonderklasse. Ferner existieren in Österreich noch die Yawena II, die Lilly und die Hagen ex Wittelsbach IX. Letztere siegte bei den österreichischen Staatsmeisterschaften zwischen 1948 und 1962 beinahe in Serie. Die 1913 gebaute Boreas war zumindest zu Beginn des 21. Jahrhunderts noch unter dem Namen Passat auf dem Bodensee vorhanden.

## Weitere Schiffsbauten der Naglo-Werft (unvollständige Liste)
| Bau-Nr. | Ablieferung     | IMO, andere Registriernummer, Segelnummer | Schiffsname     | Schiffstyp                              | BRZ  | Fähigkeit(en) Anmerkungen | Auftraggeber                    | Bild |  |
| ------- | --------------- | ----------------------------------------- | --------------- | --------------------------------------- | ---- | --- | ------------------------------- | ---- |  |
|         | 1912            |                                           | Corneta         | Motoryacht                              |      | 18,70 m lang, 3,30 m breit, 0,90 m Tiefgang. 2 × Daimler-Otto mit je 25 PSe, 1917 zur Schifffahrtsabteilung des Feldeisenbahnchefs, Schifffahrts-Nebengruppe Riga, 1919 Schifffahrtsges. Ost, 1921 Aufsichtsdienst der Schifffahrtsabteilung beim Reichsverkehrsministerium, 1922 beim Reichswasserschutz als Königsberg 4, 1925 beim Straßen- und Flussbauamt Aschaffenburg                                                       | Kommerzienrat Berg, Hitdorf/Rh. |      |  |
|         | 1912            |                                           | Cyanus          | Motoryacht                              | 4    | 15,45 m lang, 3,10 m breit, 0,80 m Tiefgang. Daimler-Otto-Vierzylindermotor. 1918 zur U-Boots-Abnahmekommission als Verkehrsboot, 1920 beim Reichswasserschutz, 1922 zur Reichswasserschutz-Gruppe Hameln als Münster 6, 1923 umbenannt in Ems 3, ab 1927 Minden 3, 1930 zur preußischen Wasserschutzpolizei, im Oktober 1931 zum Verkauf vorgesehen.                                                                              | B. Kornblum in Hankels Ablage   |      |  |
|         | 1912            |                                           | Falke           | Motoryacht                              | 38 t | 17,50 m lang, 3,70 m breit, 1,10 m Tiefgang. 4-Zylinder-Daimler-Ottomotor mit 31,5 PSe, 1916 zur kaiserlichen Marine als U-Boot-Suchfahrzeug Q./A. S. 53, dann Q./A. S. 56, 1919 zur Reichswasserschutz-Ostseeflotte, dann Motorbootsverband für die Binnenwasserstraßen, 1922 zum Reichswasserschutz-Bezirk Spree als Spree 15, dann Spree 16, 1925 zur Verwaltung der Märkischen Wasserstraßen, 1926 zum Wasserbauamt Zehdenick. | Georg Zölffel, Berlin           |      |  |
|         | 1912            |                                           | Paz II          | Motoryacht                              |      | 16 m lang, ausgestattet mit zwei Vierzylinder-Motoren von Deutz mit je 22 PS |                                 |      |  |
|         | 1913            | P7                                        | May             | 45er Nationaler Kreuzer                 |      | Die Identität der heutigen May ist nicht restlos geklärt; es kann aber sein, dass es sich bei dieser Yacht um die 1913 gebaute May handelt. | P. Haendly, Wannsee             |      |  |
|         | 1914            |                                           | Bodman          | L-Boot                                  |      | Möglicherweise handelt es sich bei der Bodman um das älteste erhalten gebliebene L-Boot. |                                 |      |  |
|         | 1914            |                                           | Johanna III     | 45er Nationaler Kreuzer                 |      | Besitzer im Jahr 1924: Wilhelm Jänicke, Zeuthener Segler-Verein, B. Y. C., Klassenschein Nr. 24 |                                 |      |  |
|         | 1916–1919       |                                           | UZ 14 bis UZ 17 | U-Boot-Zerstörer                        |      | | Kaiserliche Marine              |      |  |
|         | 1919            |                                           | Imbria          | 22-qm-Rennklasse                        |      | Besitzer im Jahr 1924: Lehmbeck & Bauth, Lübecker Yacht-Club |                                 |      |  |
|         | 1919            |                                           | Michl II        | 22-qm-Rennklasse                        |      | Besitzer im Jahr 1924: Dr. Kurt Riezler, Verein Seglerhaus am Wannsee. Klassenschein Nr. 16. |                                 |      |  |
|         | spätestens 1920 |                                           | Susanne         | Salonverkehrsboot                       |      | Das Boot wurde auch als Schnellboot bezeichnet. |                                 |      |  |
|         | 1922            |                                           | Kleine Müggel   | 30-qm Binnenklasse                      |      | Klassenschein Nr. 44, Yachtclub Müggelsee, Besitzer im Jahr 1924: A. Böhm, Liegeplatz: Hafen Rahnsdorf |                                 |      |  |
|         | 1923            |                                           | Pik Ass X       | Motoryacht                              |      | Die Yacht war 20,50 m lang und 3,45 m breit. Sie war mit zwei Benzinmotoren mit je 35 PS ausgestattet. 1946 in die UdSSR abtransportiert, weiteres Schicksal ungeklärt. | Rudolph Hertzog, Zeuthen        |      |  |
|         | 1924            |                                           | Baldur          | Kabinenschiff                           |      | Einige Jahre als Kabinenschiff vom Verein „Grüne Heimat“ genutzt, später WSA-Wohnschiff. | Verein „Grüne Heimat“, Berlin   |      |  |
| 1267    | 1935            |                                           | Fl. A 301       | Flugbetriebsboot Klasse A III           |      | | Reichsluftfahrtministerium      |      |  |
| 1268    | 1935            |                                           | Fl. A 302       | Flugbetriebsboot Klasse A III           |      | | Reichsluftfahrtministerium      |      |  |
| 1269    | 1935            |                                           | Fl. A 303       | Flugbetriebsboot Klasse A III           |      | | Reichsluftfahrtministerium      |      |  |
| 1270    | 1935            |                                           | Fl. A 304       | Flugbetriebsboot Klasse A III           |      | | Reichsluftfahrtministerium      |      |  |
|         | 1936            |                                           | Donar           | Dienstsegelboot 12 m² Einheitsscharpies |      | | Reichsluftfahrtministerium      |      |  |
|         | 1937            |                                           | Acar            | Motoryacht                              |      | | Kemal Atatürk                   |      |  |